# Jak 3
Jak 3 — игра в жанре платформер. Она была разработана Naughty Dog специально для PlayStation 2, но в 2012 году была переиздана на PlayStation 3, а в 2013-м — на PlayStation Vita. Jak 3 — третья игра в серии Jak and Daxter и является продолжением Jak II. В игре представлены новые виды оружия и оборудования, новые локации, однако сюжет продолжает события предыдущей части. В третий, как и в предыдущих частях, игрок будет играть за Jak’а и за Daxter’а.
Jak 3 полностью локализован на японском языке, однако игра в Японии так и не вышла, из-за чего японцам пришлось покупать игру в Корее.

## Геймплей
Как и в предыдущих частях, Jak 3 — это смесь платформера, гонок на выживание и шутера. В игре, помимо основной сюжетной линии, есть побочные миссии, за которые игрок получает небольшую награду. Также игре представлена полная свобода действий, за исключением выполнения некоторых сюжетных заданий. За прохождение побочных миссий игроку будут открываться секретные уловки, начиная шуточными, и заканчивая открытием дополнительного транспорта, бессмертия (кроме падений), или улучшения оружия.

## Сюжет
После событий второй части прошло совсем немного времени. В Хейвен-Сити разразилась война. На армию Сопротивления с двух сторон давят Роботы Кримзона (KG Deathbots), а также уцелевшие представители расы Меднолобых (Metalheads). Город практически разрушен, и во всем винят Джека. Приказом городского совета его ссылают в пустыню. Однако Ашелин, дочь Барона Праксиса (антагонист второй части), дает Джеку маяк, по сигналу которого его, а также Декстера и Пекера находят жители пустынного города Спаргуса (Spargus). Теперь Джеку предстоит доказать, что его спасли не зря, что он достоин стать гражданином Спаргуса. К тому же Джеку придется столкнуться со многими трудностями: война, неожиданные открытия и встречи, а также уравновесить Тьму в себе Энергией Света.

## Критика
| Сводный рейтинг    | Сводный рейтинг |
| Агрегатор          | Оценка          |
| ------------------ | --------------- |
| GameRankings       | 85,33 %         |
| Metacritic         | 84/100          |
| Иноязычные издания |                 |
| Издание            | Оценка          |
| Game Informer      | 9,25/10         |
| GameSpot           | 8,6/10          |
| IGN                | 9,6/10          |
| X-Play             | 4/5             |

## Сайты
- Сайт игры